# ジョン・ロバート・カー

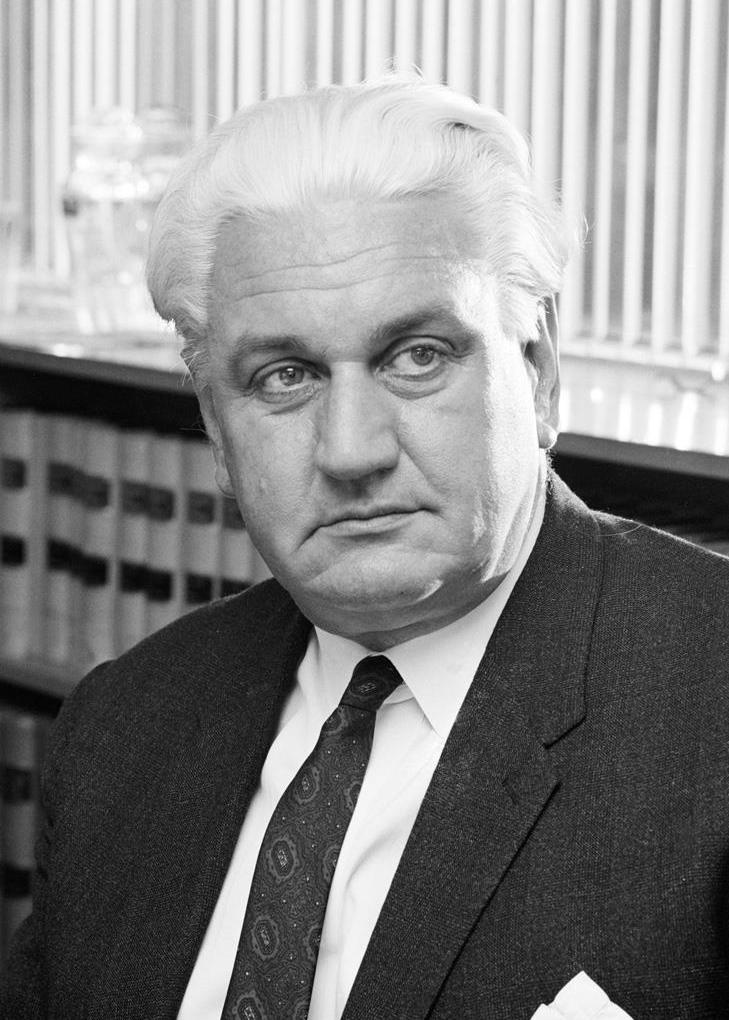
（1965年）

ジョン・ロバート・カー（英語: John Robert Kerr、1914年9月24日 – 1991年3月24日）は、第13代のニューサウスウェールズ州の最高裁判事であり、第18代のオーストラリアの総督。

## 生涯
シドニーの労働者階級に生まれる。シドニー大学卒業後兵役を経て弁護士を開業。労働組合の代理人を多く務め、やがて労働党に入って政治活動を始めた。しかしハーバート・エバット執行部の下での左傾化と、その結果としての1955年の党分裂で政治に幻滅する。
1966年に連邦産業裁判所（2004年廃止）裁判官、1972年にニューサウスウェールズ州首席判事を務め、1974年に連邦総督に就任した。
1975年11月11日、上院での予算案審議の拒絶を理由にカーはオーストラリア憲法64条の規定に則ってゴフ・ホイットラム首相を罷免した。憲法には違反しないものの、ホイットラムに罷免を通告した総督公邸での会見の際に、ホイットラムには秘密で後継首相のマルコム・フレーザーを別室に待機させ組閣を命じるなどの行動は、総督が従うべき憲法的慣習に反しているとして物議を醸した。この後、カーは労働党とその支持者から批判を浴び続けることになった。結局、カーは体調不良を理由に、1977年12月に総督を辞職した。辞職に際してフレーザーはカーをイギリスの枢密顧問官に推薦したが、当時の首相ジェームス・キャラハンに拒否されている。
後にカーをユネスコ大使に推薦する声が寄せられたが、当時の労働党の党首だったビル・ハイドンは「あらゆる点でこの国に対する侮辱」と反対を表明し、この計画は頓挫した。
その後、カー夫妻はオーストラリアを離れ主にヨーロッパに滞在する様になったが、特に大きな行動をとる事も無く、1991年にシドニーで亡くなった。